# Bybit
Bybit（バイビット）とは、暗号資産又はクリプトカレンシー取引所であり、2018年の3月に設立。2025年現在、6,000万人を超えるユーザーを抱えている。
Bybitの本社オフィスはアラブ首長国連邦のドバイにある。

## 歴史
現在のCEOであるBen Zhouが共同創業者の一人となり、2018年の3月に設立された。 
2021年の時点では、米国での事業運用が停止され、日本とカナダの各金融庁から警告を受けた。
同社は2019年11月に「BTC Brawl」と呼ばれるビットコイン取引大会を開催した。 その後、2020年から2021年まで2年連続の「World Series of Trading」と呼ばれる取引大会を開催した。 Bybitは2021年の2月を持ち、レッドブル・レースの出資会社になった。
Bybitは2021年の6月15日にスポット取引を開始した。2021年8月、Bybitはeスポーツ組織であるNAVI、Virtus.pro、Astralis、Allianceとのオフィシャルスポンサー契約発表を立ち上げた。
2023年4月17日、Bybitは、本社をシンガポールからドバイに移転したことを発表した。現在のBybitの本社機能は、ドバイ世界貿易センターにある。
2025年2月6日、日本のApp Storeアプリが削除された。その後、後日Google Playストアからも同様に削除された。

### 2025年2月21日のハッキング事件
2025年2月21日、北朝鮮のハッカーグループであるラザルスグループによるハッキングがBybitに対して行われ、15億ドル相当の暗号資産が盗み出されたとみられる。

## 受賞歴
TradingViewのユーザーレビューにおいて最高評価を獲得。